# Boris Karloff
Boris Karloff (London, 23. studenog 1887. – Midhurst, 3. veljače 1969.), američki glumac engleskoga porijekla. Pravo ime mu je William Henry Pratt
Tridesetih godina proslavio se interpretacijom čudovišta u filmovima strave i užasa, posebno u seriji o doktoru Frankensteinu. Igrao je nekoliko zapaženih uloga i u oblasti kriminalističkog žanra ("Lice s ožiljkom"). 